# Копівчанка (заповідне урочище)
Копівчанка — заповідне урочище місцевого значення. Об'єкт розташований на території Городенківського району Івано-Франківської області, село Чернятин.
Площа — 3,1000 га, статус отриманий у 1983 році.